# القانون المؤسسي رقم خمسة

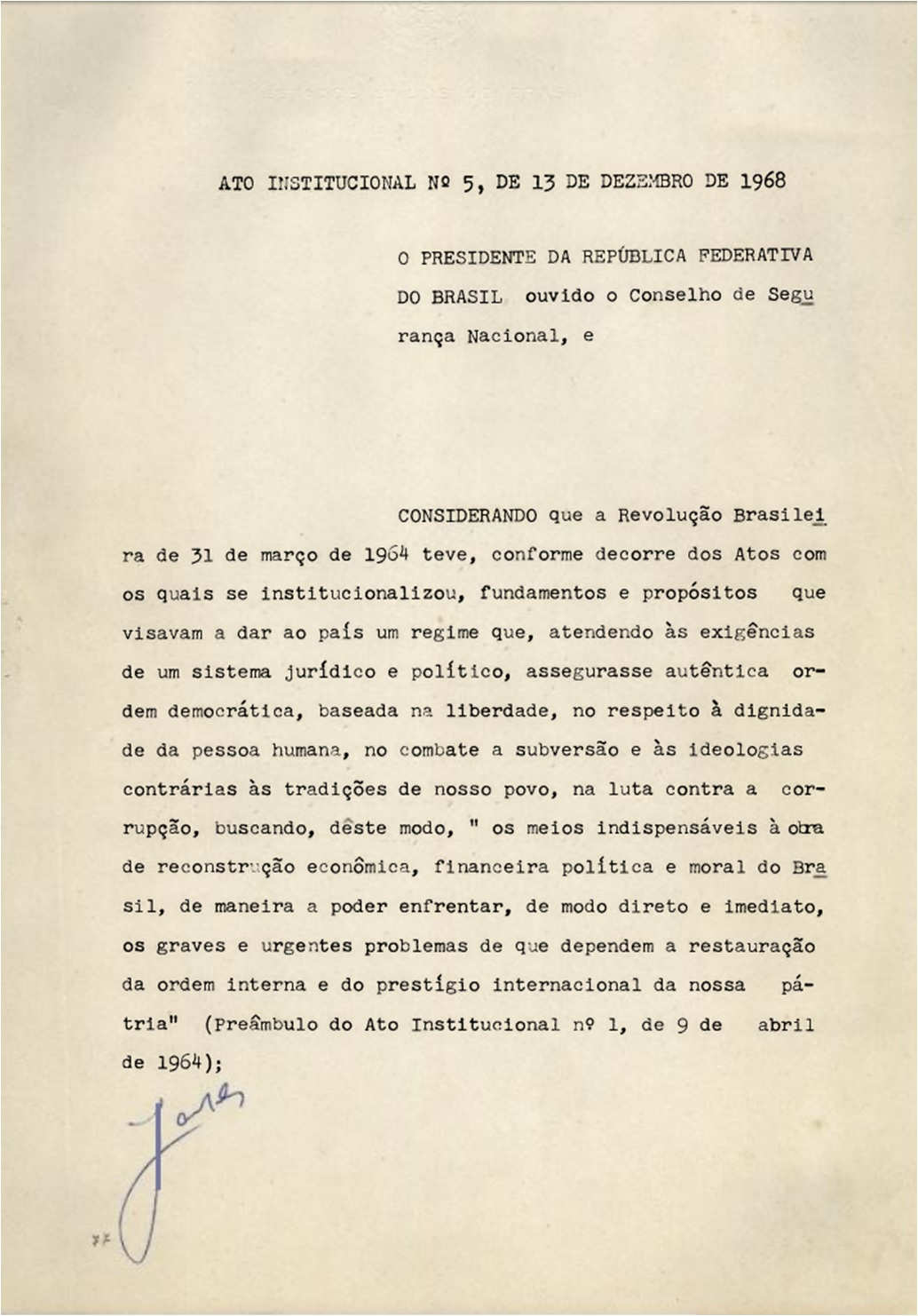
الصفحة الأولى للقانون المؤسسي الخامس.

القانون المؤسسي رقم خمسة (بالبرتغالية: Ato Institucional Número Cinco – AI-5) كان القانون الخامس من سبعة عشر قرارًا رئيسيًا أصدرته الدكتاتورية العسكرية في السنوات التي أعقبت انقلاب 1964 في البرازيل. كانت القوانين المؤسسية هي أعلى شكل من أشكال التشريع خلال النظام العسكري، بالنظر إلى أنها ألغت حتى الدستور شديد الاستبداد، وتم فرضها دون إمكانية المراجعة القضائية. صدرت باسم «القيادة العليا للثورة» قيادة النظام.
القانون المؤسسي الخامس وهو الأكثر شهرة من بين جميع القوانين المؤسسية، من قبل أرتور دا كوستا إي سيلفا الرئيس في ذلك الوقت في 13 ديسمبر 1968. وقد أدى ذلك إلى مصادرة الولايات والتدخلات التي أمر بها الرئيس في البلديات والولايات، وكذلك إلى تعليق أي ضمانات دستورية أدت في النهاية إلى إضفاء الطابع المؤسسي على التعذيب الذي يشيع استخدامه كأداة من قبل الدولة.

كتبه وزير العدل آنذاك لويس أنطونيو دا جاما إي سيلفا، وجاء كرد فعل على أحداث سابقة مثل مسيرة لأكثر من خمسين ألف شخص في ريو دي جانيرو للاحتجاج على مقتل الطالب إدسون لويس دي ليما سوتو من قبل أحد الأعضاء الشرطة العسكرية في ريو دي جانيرو، ومسيرة المائة ألف، وقرار مجلس النواب برفض الإذن بمحاكمة عضو الكونغرس مارسيو موريرا ألفيس، الذي دعا البرازيليين إلى مقاطعة احتفالات 7 سبتمبر (استقلال البرازيل). كما هدفت إلى ترسيخ أطماع مجموعة داخل الجيش تعرف بـ «المتشددة» غير راغبة في إعادة السلطة للمدنيين في أي وقت قريب.